# Earl Cameron
Pour les articles homonymes, voir Cameron.
Earlston Jewitt Cameron, dit Earl Cameron, né le 8 août 1917 à Pembroke aux Bermudes et mort le 3 juillet 2020 à Kenilworth dans le Warwickshire au Royaume-Uni, est un acteur britannique. 

## Filmographie

### Cinéma
- 1951 : Les Trafiquants du Dunbar (Pool of London) de Basil Dearden
- 1952 : Emergency Call : George Robinson
- 1953 : Heart of the Matter
- 1955 : Simba de Brian Desmond Hurst : Karanja
- 1955 : La Femme pour Joe (The Woman for Joe) de George More O'Ferrall : Lemmie
- 1955 : Safari de Terence Young
- 1956 : Odongo (en) de  John Gilling : Hassan
- 1957 : The Heart Within : Victor Conway
- 1957 : The Mark of the Hawk
- 1959 : Opération Scotland Yard (Sapphire) de Basil Dearden : Dr Robbins
- 1960 : Tarzan le magnifique (Tarzan the Magnificent) de Robert Day
- 1961 : Flame in the Streets de Roy Baker
- 1964 : Guns at Batasi
- 1965 : Opération Tonnerre (Thunderball) de Terence Young : Pinder
- 1966 : The Sandwich Man de Robert Hartford-Davis
- 1976 : Le Message (The Message) de Moustapha Akkad : al-Najashi
- 1979 : Cuba de Richard Lester
- 2001 : Revelation de Stuart Urban
- 2005 : L'Interprète (The Interpreter) de Sydney Pollack
- 2006 : The Queen de Stephen Frears
- 2010 : Inception de Christopher Nolan

### Télévision
- 1955 : The Explorer (Série TV) : Mbarak Bombay
- 1956 : Big City (Série TV) : Josh Barsey
- 1956 : The End Begins (Téléfilm) : Hank Christians
- 1956 : The Petrified Forest (Téléfilm) : Slim
- 1956 : A Man from the Sun (Téléfilm) : Joseph Brent
- 1956 : The Buccaneers (en) (Série TV) : Sam
- 1957 : Sailor of Fortune (Série TV) : Domani
- 1957 : White Hunter (Série TV) : Komo
- 1958 : The Killing Stones (Série TV) : Dr. Ant Eater
- 1959 : Probation Officer (Série TV) : Mr. Alexander
- 1960 : Destination danger (Danger Man) (Série TV) : Professeur Moma
- 1960 : Paul of Tarsus (Série TV) : Symeon
- 1960 : The Dark Man (Téléfilm) : Robert Smith
- 1962 : The Andromeda Breakthrough (Série TV) : Yusel
- 1962 : Garry Halliday (Série TV) : Prince Feisal
- 1962 : A World Inside (Téléfilm) : Bargie Meade

## Distinction
- Commandeur de l'ordre de l'Empire britannique (2009).